# Kunčina Ves
Kunčina Ves (en allemand : Kunzendorf) est une commune du district de Blansko, dans la région de Moravie-du-Sud, en République tchèque. Sa population s'élevait à 58 habitants en 2020.

## Géographie
Kunčina Ves se trouve à 8 km au sud-sud-ouest de Kunštát, à 16 km au nord-ouest de Blansko, à 30 km au nord-nord-ouest de Brno et à 163 km à l'est-sud-est de Prague.
La commune est limitée par Bedřichov et Lhota u Lysic au nord, par Štěchov et Žerůtky à l'est, par Dlouhá Lhota, Brťov-Jeneč et Rašov au sud, et par Kozárov à l'ouest.

## Histoire
La première mention écrite de la localité date de 1392.